# Paragoniochernes parvulus
Paragoniochernes parvulus är en spindeldjursart som beskrevs av Beier 1955. Paragoniochernes parvulus ingår i släktet Paragoniochernes och familjen Withiidae. Inga underarter finns listade i Catalogue of Life.